# Svájci cégek listája

Svájc elhelyezkedése

Svájc szövetségi köztársaság Európában. Ez a világ egyik legfejlettebb állama, ahol a legnagyobb a felnőttek vagyona, és ahol a Nemzetközi Valutaalap szerint a nyolcadik legmagasabb az egy főre eső bruttó hazai termék. Svájc világszinten is az élmezőnyben van számos, teljesítményt mérő mutatószám alapján, mint amilyen a kormány átláthatósága, a polgári szabadságjogok, az életminőség, a gazdasági versenyképesség vagy az emberi fejlettség.
Svájc legfontosabb gazdasági szektora a gyártás. Ezen belül kiemelt helyet foglal el a vegyipar, az egészség- és gyógyszeripar, a tudományos és precíziós műszerek gyártása, valamint a hangszerek elkészítése. A legfontosabb exportáruk a vegyszerek (34%), gépek/elektronika (20,9%) és precíziós műszerek/órák (16,9%). Az export harmadát szolgáltatások teszik ki. Svájc egy másik nagy, fontos iparága a szolgáltatóipar, melybe beletartoznak a bankok és a biztosítók, a turizmus és a nemzetközi szervezetek.

## Legnagyobb vállalatok
Ez a lista a Fortune Global 500 lista szereplőit sorolja fel. A lista teljes bevétel alapján, 2017. december 31-i adatok szerint rangsorolta a vállalatokat; ezek közül az öt legnagyobb van kiemelve.
| Helyezés | Kép | Név                    | 2016-os bevétel (millió USD) | Alkalmazottak | Megjegyzések |
| -------- | --- | ---------------------- | ---------------------------- | ------------- | --- |
| 16       |     | Glencore               | 173.883                      | 93.123        | Baar-központú árukereskedő és bányászóriás, a világ harmadik legnagyobb családi vállalkozása. |
| 64       |     | Nestlé                 | $90.814                      | 328.000       | Hagyományos fogyasztói javakkal foglalkozó konglomerátum, a világ legnagyobb ital- és ételgyártó vállalata. A vállalatnak több mint 8000 árumárkája van, melyek között megtalálható a Gerber, a Carnation és a Lean Cuisine is. |
| 112      |     | Zurich Insurance Group | $67.245                      | 52.473        | Zürichi, teljes körű biztosítási és pénzügyi szolgáltatási tevékenységet kínáló cég, mely több mint 170 országban van jelen. |
| 169      |     | Hoffmann-La Roche      | $53,427                      | 94,052        | Nemzetközi egészségügyi vállalat, melynek központja Bázelben van. Leányvállalatai közé tartozik a Genentech és a Ventana Medical Systems is.                                                                                    |
| 186      |     | Novartis               | $49,436                      | 118,393       | Nemzetközi, bázeli központú gyógyszeripari cég, és mind értékesítésben, mind piaci kapitalizációban a legnagyobb gyógyszerforgalmazó. Leányvállalatai közé tartozik az Alcon és a Chiron Corporation (US).                      |

## Neves vállalatok
Ez a lista olyan ismert vállalatokat tartalmaz, melyek elsődleges központja az országban van. Az iparági besorolás az Industry Classification Benchmark beosztása alapján történt. A már megszűnt cégeket is tartalmazza a lista, melyeknél megjegyzéskét szerepel, hogy megszűntek.

| Név                                               | Iparág                    | Szektor                                        | Központ                | Alapítva | Megjegyzések                                                           |
| ------------------------------------------------- | ------------------------- | ---------------------------------------------- | ---------------------- | -------- | ---------------------------------------------------------------------- |
| A. Favre & Fils                                   | Fogyasztási javak         | Ruházat és kiegészítők                         | Carouge                | 1737     | Luxusórák                                                              |
| ABB Group                                         | Ipari                     | Ipari szerkezetek                              | Zürich                 | 1988     | Energetika és automatizálás                                            |
| ACE Limited                                       | Pénzügyi                  | Teljes körű biztosítás                         | Zürich                 | 1985     | Biztosítási termékek                                                   |
| Actelion                                          | Egészségügy               | Gyógyszeripar                                  | Allschwil              | 1997     | Gyógyszeripar                                                          |
| Alchimie Forever                                  | Fogyasztási javak         | Személyi termékek                              | Genf                   | 2003     | Bőrápolási termékek                                                    |
| Alcon                                             | Egészségügy               | Gyógyszerek                                    | Hünenberg              | 1945     | Szemkezelő termékek, a Novartis része                                  |
| Allseas                                           | Olaj és gáz               | Csővezeték                                     | Châtel-Saint-Denis     | 1985     | Csővezeték, offshore szolgáltatások                                    |
| Alpa                                              | Fogyasztási cikkek        | Rekreációs termékek                            | Zürich                 | 1918     | Kamerák                                                                |
| ALSO Holding AG                                   | Technológia               | Szoftverek                                     | Emmen                  | 1984     | IT disztribúció és konzultáció                                         |
| Alternative Bank Switzerland                      | Pénzügy                   | Bank                                           | Olten                  | 1990     | Fenntarthatóság orientált bank                                         |
| AMAG Automobil- und Motoren                       | Fogyasztási javak         | Speciális kereskedő                            | Zürich                 | 1945     | Autóimportőr és kereskedő                                              |
| AMCOR                                             | Ipari                     | Tartódobozok és csomagolás                     | Zürich                 | 1860     | Csomagolás                                                             |
| Antiquorum                                        | Fogyasztói szolgáltatások | Speciális fogyasztói szolgáltatások            | Genf                   | 1974     | Aukciós ház                                                            |
| Ascom                                             | Telekommunikáció          | Mobil-telekommunikáció                         | Baar                   | 1987     | Vezeték nélküli                                                        |
| Atlanship SA                                      | Ipari                     | Szállítási szolgáltatás                        | La Tour-de-Peilz       | 1982     | Teherszállítás                                                         |
| Audemars Piguet                                   | Fogyasztási javak         | Ruha és kiegészítők                            | Le Brassus             | 1875     | Órák                                                                   |
| AutoForm                                          | Technológia               | Szoftver                                       | Freienbach             | 1995     | Szoftverfejlesztés                                                     |
| Axpo Holding                                      | Közművek                  | Elektromosság                                  | Baden                  | 2001     | Elektromos energia, a kantonok kezében                                 |
| Baboo                                             | Szolgáltatások            | Légitársaság                                   | Genf                   | 2003     | Légitársaság, 2010-ben megszűnt                                        |
| Bally Shoe                                        | Fogyasztási javak         | Lábbeli                                        | Caslano                | 1851     | Cipők, a luxemburgi JAB Holding Company tulajdona                      |
| Bâloise                                           | Pénzügyi                  | Teljes körű biztosítás                         | Caslano                | 1863     | Biztosítási holding                                                    |
| Bamix                                             | Fogyasztási javak         | Tartós háztartási termékek                     | Inwil                  | 1954     | Turmixépek                                                             |
| Banque SYZ                                        | Pénzügy                   | Bank                                           | Genf                   | 1996     | Magánbank                                                              |
| Barry Callebaut                                   | Fogyasztási javak         | Élelmiszerek                                   | Zürich                 | 1996     | Kókusz és csokoládé                                                    |
| Basilea Pharmaceutica                             | Egészségügy               | Gyúgyszeripar                                  | Bázel                  | 2000     | Speciális gyógyszerek                                                  |
| Bata Shoes                                        | Fogyasztási javak         | Lábbeli                                        | Lausanne               | 1894     | Cipőgyár                                                               |
| Bauhaus                                           | Fogyasztási javak         | Barkácstermékek                                | Belp                   | 1960     | Barkácstermékek                                                        |
| Baumann & Cie, Banquiers                          | Pénzügyi                  | Bank                                           | Bázel                  | 1920     | Bank                                                                   |
| BB Biotech                                        | Pénzügyi                  | Befektetési alapok kezelése                    | Bázel                  | 1993     | Befektetés biotechnológiai vállalatokba                                |
| BDWM Transport                                    | Szolgáltatások            | Utazás és turizmus                             | Bremgarten             | 2000     | Utazás                                                                 |
| Belair                                            | Szolgáltatások            | Légitársaság                                   | Opfikon                | 1925     | Légitársaság, 2017-ben megszűnt                                        |
| Berne eXchange                                    | Pénzügyi                  | Befektetési szolgáltatások                     | Bern                   | 1880     | Tőzsde                                                                 |
| Blancpain                                         | Fogyasztási cikkek        | Ruházat és kiegészítők                         | Paudex                 | 1735     | Óra, a The Swatch Group része                                          |
| BLS AG                                            | Ipari                     | Vasút                                          | Bern                   | 2006     | Vasúti szállítás                                                       |
| Bolex                                             | Fogyasztási cikkek        | Rekreációs termékek                            | Yverdon-les-Bains      | 1925     | Kamerák és lencsék                                                     |
| Bolliger & Mabillard                              | Ipari                     | Üzleti támogatás                               | Monthey                | 1988     | Hullámvasút kialakítási tanácsadás                                     |
| Breguet                                           | Fogyasztási cikkek        | Ruhák és kiegészítők                           | Vallée de Joux         | 1775     | Órák, a The Swatch Group leányvállalata                                |
| Breitling SA                                      | Fogyasztási cikkek        | Ruházat és kiegészítők                         | Grenchen               | 1884     | Watches                                                                |
| Bron Elektronik                                   | Fogyasztási cikkek        | rekreációs termékek                            | Allschwil              | 1958     | Fényképezők gyártása                                                   |
| Brown, Boveri & Cie                               | Ipari                     | Villamosipari gépek                            | Baden                  | 1891     | 1988-ban beolvadt az ABB-be                                            |
| Burckhardt Compression AG                         | Ipari                     | Ipari gépek                                    | Winterthur             | 1844     | Kompresszorok gyártása                                                 |
| Caran d'Ache                                      | Fogyasztási cikkek        | Nem tartós háztartási termékek                 | Genf                   | 1915     | Íróeszközök                                                            |
| Cargo Sous Terrain (CST)                          | Ipari                     | Szállítási szolgáltatás                        | Bázel                  | 2013     | Földalatti logisztikai rendszer                                        |
| Century Time Gems                                 | Fogyasztási cikkek        | Ruházat és kiegészítők                         | Nidau                  | 1966     | Órák                                                                   |
| Certina                                           | Fogyasztási cikkek        | Ruházat és kiegészítők                         | Le Locle               | 1888     | Órák, a The Swatch Group része                                         |
| Charriol                                          | Fogyasztási cikkek        | Ruházat és kiegészítők                         | Genf                   | 1983     | Ékszer és órák                                                         |
| Chemins de fer du Jura                            | Szolgáltatások            | Utazás és turizmus                             | Tavannes               | 1944     | Vasúti személyszállítás                                                |
| Chopard                                           | Fogyasztási cikkek        | Ruházat és kiegészítők                         | Genf                   | 1860     | Luxusórák                                                              |
| Ciba Specialty Chemicals                          | Alap anyagok              | Speciális kémiai anyagok                       | Bázel                  | 1997     | most a német BASF része                                                |
| Circus Knie                                       | Szolgáltatás              | Rekreációs szolgáltatások                      | Rapperswil             | 1803     | Cirkusz                                                                |
| Clariant                                          | Alapanyagok               | Speciális kémiai anyagok                       | Muttenz                | 1995     | Speciális vegyi anyagok                                                |
| claro fair trade                                  | Szolgáltatások            | Speciális kiskereskedelem                      | Orpund                 | 1977     | Fenntarthatóság központú kiskereskedelem                               |
| CLS Communication                                 | Ipari                     | Üzleti támogató szolgáltatások                 | Zürich                 | 1997     | Fordítási szolgáltatások                                               |
| Club Airways International                        | Szolgáltatások            | Légitársaság                                   | Meyrin                 | 2002     | Vállalati légitársaság                                                 |
| Coca-Cola HBC AG                                  | Fogyasztási cikkek        | Üdítőitalok                                    | Zug                    | 1969     | Palackozó vállalat                                                     |
| Colayer                                           | Technológia               | Szoftver                                       | Zürich                 | 2000     | Szoftver                                                               |
| Comlux                                            | Szolgáltatások            | Légitársaság                                   | Zürich                 | 2003     | Vállalati charter légitársaság                                         |
| Compagnie Générale de Navigation sur le lac Léman | Ipari                     | Tengeri szállítás                              | Lausanne               | 1873     | Szállítmányozás                                                        |
| Coop                                              | Szolgáltatások            | Étel- és egyéb kiskereskedelem                 | Bázel                  | 1969     | Szupermarketek                                                         |
| Coresystems                                       | Technológia               | Szoftver                                       | Windisch               | 2006     | Szoftverfejlesztés                                                     |
| Création Baumann                                  | Fogyasztási cikkek        | Ruházat és kiegészítők                         | Langenthal             | 1886     | Textilgyártás                                                          |
| Credit Suisse                                     | Pénzügy                   | Bankok                                         | Zürich                 | 1856     | Bankholding                                                            |
| Crypto AG                                         | Technológia               | Szoftver                                       | Steinhausen            | 1952     | Kommunikáció és információbiztonság                                    |
| Dartfish                                          | Technológia               | Szoftver                                       | Fribourg               | 1999     | Videószoftver                                                          |
| Darwin Airline                                    | Szolgáltatások            | Légitársaság                                   | Lugano                 | 2003     | Regionális légitársaság                                                |
| Denner                                            | Szolgáltatások            | Étel- és egyéb kiskereskedelem                 | Zürich                 | 1860     | Szupermarketek, a Migros része                                         |
| Digital Capital                                   | Pénzügy                   | Befektetési alapok                             | Zug                    | 2011     | Privát tőkekezelés                                                     |
| Digitec Galaxus                                   | Szolgáltatások            | Speciális kiskereskedelem                      | Zürich                 | 2001     | Házi elektronikai kiskereskedelmi lánc                                 |
| DKSH                                              | Ipari                     | Üzleti támogatási szolgáltatások               | Zürich                 | 1860     | Piacbővítő szolgáltatások                                              |
| Doppelmayr Garaventa Group                        | Ipari                     | Szállítási szolgáltatás                        | Risch-Rotkreuz         | 1892     | Libegő, felvonó, gondola gyártása                                      |
| Dormakaba                                         | Ipari                     | Üzleti támogató szolgáltatások                 | Rümlang                | 1862     | Biztonsági szolgálat                                                   |
| Edelweiss Air                                     | Szolgáltatások            | Légitársaságok                                 | Kloten                 | 1995     | Turisztikai légitársaság                                               |
| Edipresse                                         | Szolgáltatások            | Kiadó                                          | Lausanne               | 1907     | Lapkiadós                                                              |
| EF Education First                                | Szolgáltatások            | Speciális szolgáltatások                       | Lund                   | 1965     | Nyelvoktatás                                                           |
| Elinchrom                                         | Fogyasztási cikkek        | Rekreációs termékek                            | Renens                 | 1962     | Fotóeszközök                                                           |
| Emmi AG                                           | Fogyasztási cikkek        | Italok                                         | Luzern                 | 1907     | Tej és tejtermékek                                                     |
| Endura                                            | Fogyasztási cikkek        | Ruházat és kiegészítők                         | Biel/Bienne            | 1966     | Órák, a The Swatch Group része                                         |
| Era Watch Company                                 | Fogyasztási cikkek        | Ruházat és kiegészítők                         | Les Genevez            | 1884     | Órák                                                                   |
| Ex Libris                                         | Szolgáltatások            | Speciális kiskereskedelem                      | Dietikon               | 1949     | Könyvesbolt                                                            |
| Expert                                            | Fogyasztási cikkek        | Speciális kiskereskedelem                      | Zug                    | 1967     | Elektronikai kiskereskedelem                                           |
| Feldschlösschen                                   | Fogyasztási cikkek        | Sörfőzők                                       | Rheinfelden            | 1876     | Sörfőző                                                                |
| Ferdinand Steck Maschinenfabrik                   | Ipari                     | Ipari gépek                                    | Bowil                  | 1938     | Közúti és vasúti felszerelések                                         |
| Firmenich                                         | Fogyasztási cikkek        | Személyes terméekek                            | Firmenich              | 1895     | Illatok és ízek                                                        |
| Flug- und Fahrzeugwerke Altenrhein                | Ipari                     | Űrkutatás                                      | Thal                   | 1948     | 1987-ben megszűnt                                                      |
| Frédérique Constant                               | Fogyasztási cikkek        | Ruházat és kiegészítők                         | Genf                   | 1988     | Órák                                                                   |
| Gategroup                                         | Ipari                     | Szállítási szolgáltatás                        | Zürich                 | 1992     | Repülőgépes vendéglátás                                                |
| Geberit                                           | Ipari                     | Szemét és szemétfeldolgozás                    | Rapperswil-Jona        | 1874     | Higiéniai technológia                                                  |
| Georg Fischer                                     | Ipari                     | Különféle iparágak                             | Schaffhausen           | 1802     | Csövek, gyártás, eszközgyártás                                         |
| Girard-Perregaux                                  | Fogyasztási cikkek        | Ruházat és kiegészítők                         | La Chaux-de-Fonds      | 1791     | Órák                                                                   |
| Givaudan                                          | Fogyasztási cikkek        | Személyes termékek                             | Vernier                | 1895     | Illatok és ízek                                                        |
| Glass's Guide                                     | Szolgáltatások            | Kiadó                                          | Freienbach             | 1933     | Használt autók piacárl szóló kiadványok                                |
| Glencore                                          | Alapanyagok               | Általános bányászat                            | Baar                   | 1974     | Bányászat és árukereskedelem                                           |
| Globus                                            | Szolgáltatások            | Széles körű kiskereskedelem                    | Spreitenbach           | 1907     | Kiskereskedelmi üzletek                                                |
| Greubel Forsey                                    | Fogyasztási cikkek        | Ruházat és kiegészítők                         | La Chaux-de-Fonds      | 2004     | Órák                                                                   |
| Gunvor                                            | Ipari                     | Tengeri szállítás                              | Genf                   | 2000     | Olajkereskedelem és -szállítás                                         |
| Habib Bank AG Zurich                              | Pénzügy                   | Bankok                                         | Zürich                 | 1967     | Privát bank, a pakisztáni House of Habib tulajdona                     |
| Hamilton                                          | Fogyasztási cikkek        | Ruházat és kiegészítők                         | Biel/Bienne            | 1892     | Órák, a The Swatch Group része                                         |
| Heliswiss                                         | Szolgáltatások            | Légitársaságok                                 | Belp                   | 1958     | Helikopterek üzemeltetése                                              |
| Helvetic Airways                                  | Szolgáltatások            | Légitársaságok                                 | Kloten                 | 2003     | Légitársaság                                                           |
| Hoffmann-La Roche                                 | Egészségügy               | Gyógyszergyártás                               | Bázel                  | 1896     | Gyógyszergyártás                                                       |
| HSBC Private Bank                                 | Pénzügy                   | Bankok                                         | Genf                   | 1988     | Bankolás                                                               |
| Hublot                                            | Fogyasztási cikkek        | Ruházat és kiegészítők                         | Nyon                   | 1980     | Órák                                                                   |
| Implenia                                          | Ipari                     | Építkezés és anyagok                           | Dietlikon              | 2006     | Gyártás                                                                |
| Intamin                                           | Ipari                     | Általános ipari                                | Wollerau               | 1967     | Vidámparki eszközök gyártása                                           |
| Interhandel                                       | Konglomertum              | -                                              | Bázel                  | 1928     | 1967-ben felvásárolták                                                 |
| International Watch Company                       | Fogyasztási cikkek        | Ruházat és kiegészítők                         | Schaffhausen           | 1868     | Órák, a Richemont része                                                |
| IQAir                                             | Ipari                     | Ipari beszállító                               | Goldach                | 1963     | Levegőszűrők                                                           |
| Jaeger-LeCoultre                                  | Fogyasztási cikkek        | Ruházat és kiegészítők                         | Le Sentier             | 1833     | Órák, a Richemont része                                                |
| Japan Tobacco International                       | Fogyasztási cikkek        | Dohány                                         | Genf                   | 1999     | Dohánygyártás                                                          |
| Jet Aviation                                      | Ipari                     | Szállítási szolgáltatás                        | Bázel                  | 1967     | Légi szolgáltatások                                                    |
| Jowissa                                           | Fogyasztási cikkek        | Ruházat és kiegészítők                         | Bettlach               | 1951     | Órák                                                                   |
| Jucker Farm                                       | Szolgáltatások            | Utazás és turizmus                             | Seegräben              | 2000     | Agroturizmus                                                           |
| Julius Baer Group                                 | Pénzügy                   | Bankok                                         | Zürich                 | 1890     | Privátbank                                                             |
| Kempinski                                         | Szolgáltatások            | Hotel                                          | Genf                   | 1897     | Hotelek és üdülők                                                      |
| Knie's Kinderzoo                                  | Szolgáltatások            | rekreációs szolgáltatások                      | Rapperswil             | 1962     | Állatkert gyerekeknek                                                  |
| Kudelski Group                                    | Technológia               | Számítógépes hardver                           | Cheseaux-sur-Lausanne  | 1951     | Elektronikai médiarendszer                                             |
| Kuehne + Nagel                                    | Ipari                     | Szállítási szolgáltatás                        | Feusisberg             | 1890     | Szállítás és logisztika                                                |
| Kuoni Travel                                      | Szolgáltatások            | Utazás és turizmus                             | Zürich                 | 1906     | Turizmus                                                               |
| LafargeHolcim                                     | Ipari                     | Építkezési anyagok                             | Rapperswil-Jona        | 2015     | építkezési anyagok biztosítása                                         |
| Leica Geosystems                                  | Ipari                     | Elektronikai eszközök                          | Heerbrugg              | 1921     | Földmérési eszközök                                                    |
| Liebherr Group                                    | Ipari                     | Ipari mérnöki munkák                           | Bulle                  | 1949     | Mechanikai mérnöki munkák                                              |
| Limmattaler Zeitung                               | Szolgáltatások            | Kiadó                                          | Dietikon               | 1972     | Napilap                                                                |
| Lindt & Sprüngli                                  | Fogyasztási cikkek        | élelmiszer                                     | Kilchberg              | 1845     | Csokoládék és édességek                                                |
| Lions Air                                         | Szolgáltatások            | Légitársaságok                                 | Zürich                 | 1986     | Charter légitársaság                                                   |
| Logitech                                          | Technológia               | Számítógépes hardver                           | Lausanne               | 1981     | Számítástechnikai periféria                                            |
| Lombard Odier & Cie                               | Pénzügy                   | Bankok                                         | Genf                   | 1796     | Privát bank                                                            |
| Longines                                          | Fogyasztási cikkek        | Ruházat és kiegészítők                         | Saint-Imier            | 1832     | Órák, a The Swatch Group része                                         |
| Lonza Group                                       | Alapanyagok               | Speciális kémiai anyagok                       | Bázel                  | 1897     | Vegyi anyagok és biotechnológia                                        |
| Luftseilbahn Adliswil-Felsenegg                   | Szolgáltatások            | Utazás és turizmus                             | Adliswil               | 1954     | Sikló, libegő                                                          |
| Maggi                                             | Fogyasztási cikkek        | Élelmiszer gyártás                             | Cham                   | 1884     | A Nestlé része                                                         |
| Manor                                             | Szolgáltatások            | Kiskereskedelem                                | Bázel                  | 1902     | kiskereskedelmi hálózat                                                |
| Maurice Lacroix                                   | Fogyasztási cikkek        | Ruházat és kiegészítők                         | Zürich                 | 1975     | Órák                                                                   |
| MB&F                                              | Fogyasztási cikkek        | Ruházat és kiegészítők                         | Genf                   | 2005     | Órák                                                                   |
| mb-microtec                                       | Fogyasztási cikkek        | Ruházat és kiegészítők                         | Bern                   | 1918     | Órák                                                                   |
| Mediterranean Shipping Company                    | Ipari                     | Tengeri szállítás                              | Genf                   | 1970     | Szállítmányozás                                                        |
| Mercuria Energy Group                             | Ipari                     | Szállítási szolgáltatás                        | Genf                   | 2004     | Árukereskedelem                                                        |
| Métro Lausanne–Ouchy                              | Ipari                     | Vasút                                          | Lausanne               | 1877     | Megszűnt vasútvonal                                                    |
| Mettler Toledo                                    | Ipari                     | Elektronikai eszközök                          | Greifensee             | 1989     | Tudományos műszerek                                                    |
| Mido                                              | Fogyasztási cikkek        | Ruházat és kiegészítők                         | Le Locle               | 1918     | Órák, a The Swatch Group része                                         |
| Migros                                            | Szolgáltatások            | Étel- és egyéb kiskereskedelem                 | Zürich                 | 1925     | Szupermarketek                                                         |
| Mövenpick Hotels & Resorts                        | Szolgáltatások            | Hotelek                                        | Zürich                 | 1973     | Vendéglátás, turizmus                                                  |
| MSC Cruises                                       | Szolgáltatások            | Utazás és turizmus                             | Genf                   | 1960     | Nyaralóhajók                                                           |
| Nestlé                                            | Fogyasztási cikkek        | Étel és ital                                   | Vevey                  | 1866     | Ételgyártás                                                            |
| Nobel Biocare                                     | Egészségügy               | Egészségügyi felszerelések                     | Zürich                 | 1981     | Fogászati termékek                                                     |
| Nord Stream AG                                    | Olaj és gáz               | Csővezeték                                     | Zug                    | 2005     | Gázvezeték                                                             |
| Novartis                                          | Egészségügy               | Gyógyszergyártás                               | Bázel                  | 1996     | Gyógyszergyártás                                                       |
| Obersee Nachrichten                               | Szolgáltatások            | Kiadó                                          | Rapperswil             | 1981     | Hetilapok                                                              |
| OC Oerlikon                                       | Ipari                     | Ipari kellékek                                 | Pfäffikon              | 1973     | Műszaki termékek és vezetékek                                          |
| Omega SA                                          | Fogyasztási cikkek        | Ruházat és kiegészítők                         | Biel/Bienne            | 1903     | Órák, a The Swatch Group része                                         |
| Oscilloquartz                                     | Technológia               | Telekommunikációs eszközök                     | Saint-Blaise           | 1949     | Telekommunikációs technológia                                          |
| Panalpina                                         | Ipari                     | Szállítási szolgáltatás                        | Bázel                  | 1935     | Logisztika                                                             |
| Patek Philippe & Co.                              | Fogyasztási cikkek        | Ruházat és kiegészítők                         | Plan-les-Ouates        | 1839     | Órák                                                                   |
| Pelikan                                           | Fogyasztási cikkek        | Rövid használati idejű háztartási termékek     | Feusisberg             | 1832     | Íróeszközök                                                            |
| Piaget SA                                         | Fogyasztási cikkek        | Ruházat és kiegészítők                         | Genf                   | 1874     | Órák és ékszerek, a Richemont része                                    |
| Pilatus Aircraft                                  | Ipari                     | Űrkutatás                                      | Stans                  | 1939     | Repülőgépgyártás                                                       |
| PLATIT                                            | Ipari                     | Ipari gépek                                    | Selzach                | 1992     | Burkolóanyagok                                                         |
| PrivatAir                                         | Szolgáltatások            | Légitársaságok                                 | Meyrin                 | 1977     | Charter légitársaság                                                   |
| Radio Zürisee                                     | Szolgáltatások            | Műsorszórás és szórakoztatás                   | Rapperswil             | 1983     | Rádió                                                                  |
| Rado                                              | Fogyasztási cikkek        | Ruházat és kiegészítők                         | Lengnau                | 1917     | Órák, a The Swatch Group része                                         |
| Rehau Group                                       | Ipari                     | Ipari kellékek                                 | Muri, Bern             | 1948     | Polimer alapú termékek                                                 |
| Repower                                           | Közüzemi cég              | Alternatív elektromosság                       | Brusio                 | 1904     | Szél- és vízenergia                                                    |
| Richemont                                         | Fogyasztási cikkek        | Ruházat és kiegészítők                         | Bellevue               | 1988     | Luxustermékek                                                          |
| Rieter                                            | Ipari                     | Ipari gépek                                    | Winterthur             | 1795     | Textilgyártó gépek és komponensei                                      |
| Ringier                                           | Szolgáltatások            | Műsorszórás és szórakoztatás                   | Zürich                 | 1833     | Tömegmédia                                                             |
| Rivella                                           | Fogyasztási cikkek        | Üdítőitalok                                    | Rothrist               | 1952     | Üdítőitalok                                                            |
| Roger Dubuis                                      | Fogyasztási cikkek        | Ruházat és kiegészítők                         | Genf                   | 1995     | Órák és ékszerek, a Richemont része                                    |
| Rolex                                             | Fogyasztási cikkek        | Ruházat és kiegészítők                         | Genf                   | 1905     | Órák                                                                   |
| RosUkrEnergo                                      | Ipari                     | Kézbesítési szolgáltatások                     | Zug                    | 2004     | Gázszállítás                                                           |
| Rotpunktverlag                                    | Szolgáltatások            | Kiadó                                          | Zürich                 | 1976     | Kiadó                                                                  |
| SAPAL                                             | Ipari                     | Csomagolástechnika                             | Lausanne               | 1906     | 1989-ben megszűnt                                                      |
| Saurer                                            | Ipari                     | Járművek                                       | Arbon                  | 1903     | Teherautók és buszok, 1982-ben megszűnt                                |
| Schindler Group                                   | Ipari                     | Ipari gépek                                    | Luzern                 | 1874     | Liftek és felvonók                                                     |
| Sig Holding AG                                    | Ipari                     | Csomagolástechnika                             | Neuhausen am Rheinfall | 1860     | Comagolás                                                              |
| Securitas                                         | Ipari                     | Üzleti támogató szolgáltatások                 | Zollikofen             | 1907     | Biztonsági szolgálat                                                   |
| Selecta                                           | Szolgáltatások            | Speciális kiskereskedelem                      | Kirchberg              | 1957     | Áruasító cég                                                           |
| Serono                                            | Egészségügy               | Biotechnológia                                 | Genf                   | 1906     | Biotechnológia                                                         |
| Sersa Group                                       | Ipari                     | Szállítási szolgáltatás                        | Neuchâtel              | 1948     | Vasútépítés és javítás                                                 |
| SGS S.A.                                          | Ipari                     | Üzleti támogató szolgáltatások                 | Genf                   | 1878     | Megfigyelő, tesztelő, igazoló szolgáltatások                           |
| Sigg                                              | Ipari                     | Csomagolástechnika                             | Frauenfeld             | 1908     | Üveggyártás                                                            |
| Sihltal Zürich Uetliberg Bahn                     | Ipari                     | Vasút                                          | Zürich                 | 1875     | Vasút                                                                  |
| Sika AG                                           | Alapanyagok               | Speciális vegyi anyagok                        | Baar                   | 1910     | Speciális vegyi anyagok                                                |
| Sinitus                                           | Pénzügy                   | Eszközkezelés                                  | Küsnacht               | 1992     | Pénzügyi szolgáltatások                                                |
| SITA                                              | Technológia               | Hardver                                        | Genf                   | 1949     | IT és kommunikációs szolgáltatások                                     |
| SkyWork Airlines                                  | Szolgáltatások            | Légitársaságok                                 | Belp                   | 1983     | Légitársaság                                                           |
| Sonova                                            | Egészségügy               | Egészségügyi eszközök                          | Stäfa                  | 1947     | Hallókészülékek                                                        |
| ST-Ericsson                                       | Technológia               | Félvezetők                                     | Genf                   | 2009     | Félvezetők, 2013-ban megszűnt                                          |
| Stadler Rail                                      | Ipari                     | Járművek                                       | Bussnang               | 1942     | Vasúti jármű gyártása                                                  |
| Stäubli                                           | Ipari                     | Ipari gépek                                    | Pfäffikon              | 1892     | Textilgépek, konnektorok és robotika                                   |
| STMicroelectronics                                | Technológia               | Félvezetők                                     | Genf                   | 1957     | Félvezetők                                                             |
| Südostbahn                                        | Ipari                     | Vasút                                          | St. Gallen             | 2001     | Vasút                                                                  |
| Sulzer                                            | Ipari                     | Diverzifikált iparágak                         | Winterthur             | 1834     | Ipari és műszaki                                                       |
| Sunrise Communications AG                         | Telekommunikáció          | Vonalas telekommunikáció                       | Zürich                 | 2000     | Telekommunikáció                                                       |
| Sunstar Group                                     | Fogyasztási cikkek        | Fogászat, kozmetika                            | Zürich                 | 2002     | 1932-ben Japánban alapították, 2002-ben Zürichbe költöztették.         |
| Suva                                              | Pénzügy                   | Életbiztosítás                                 | Luzern                 | 1912     | Egészségbiztosítás                                                     |
| Swatch                                            | Fogyasztási cikkek        | Ruházat és kiegészítők                         | Biel/Bienne            | 1983     | Órák, a The Swatch Group része                                         |
| Swiss Bank Corporation                            | Pénzügy                   | Bankok                                         | Bázel                  | 1854     | A Union Bank of Switzerlanddel történt egyesülés során létrejött a UBS |
| SBB-CFF-FFS                                       | Ipari                     | Vasút                                          | Bern                   | 1902     | Állami vasút                                                           |
| SwissGear                                         | Fogyasztási cikkek        | Ruházat és kiegészítők                         | Delémont               | 2002     | A Wenger SA része                                                      |
| Swiss Global Air Lines (SWISS)                    | Szolgáltatások            | Légitársaságok                                 | Kloten                 | 2005     | Légitársaság, a Swiss International Air Lines része                    |
| Swiss International Air Lines (SWISS)             | Szolgáltatások            | Légitársaságok                                 | Bázel                  | 2002     | Légitársaság, a német Lufthansa része                                  |
| Swiss Life                                        | Pénzügy                   | Életbiztosítás                                 | Zürich                 | 1857     | Életbiztosítás                                                         |
| Swiss National Bank                               | Pénzügy                   | Bankok                                         | Bern                   | 1906     | Központi bank                                                          |
| Swiss Private Aviation                            | Szolgáltatások            | Légitársaságok                                 | Kloten                 | 1984     | Légi szolgáltatás, a Swiss International Air Lines része               |
| Swiss Re                                          | Pénzügy                   | Viszontbiztosítás                              | Zürich                 | 1863     | Viszontbiztosítás                                                      |
| Swissair                                          | Szolgáltatások            | Légitársaságok                                 | Kloten                 | 1931     | Légitársaság, megszűnt 2002-ben                                        |
| Swisscom                                          | Telekommunikáció          | Vezetékes telekommunikáció                     | Ittigen                | 1997     | Telekommunikáció                                                       |
| Swissport                                         | Ipari                     | Szállítási szolgáltatás                        | Opfikon                | 1996     | Légitársaságok és repülőterek kiszolgálásával foglalkozó társaság      |
| Syngenta                                          | Fogyasztási cikkek        | Állattartás és halászat                        | Bázel                  | 2000     | Magok és peszticidek                                                   |
| TAG Heuer                                         | Fogyasztási cikkek        | Ruházat és kiegészítők                         | La Chaux-de-Fonds      | 1860     | Órák                                                                   |
| Tamedia                                           | Szolgáltatások            | Kiadó                                          | Zürich                 | 1893     | Heti- és havi lapok                                                    |
| TE Connectivity                                   | Ipari                     | Elektronikai eszközök                          | Schaffhausen           | 2007     | Elektronika                                                            |
| Tecan                                             | Egészségügy               | Egészségügyi eszközök                          | Männedorf              | 1980     | Laboratóriumi felszerelések                                            |
| Tetra Pak                                         | Ipari                     | Csomagolástechnika                             | Pully                  | 1943     | Ételcsomagolás                                                         |
| The Adecco Group                                  | Ipari                     | Üzleti oktatás és munkaerő-toborzás            | Opfikon                | 1996     | Munkaerő toborzás                                                      |
| The Pictet Group                                  | Pénzügy                   | Bankok                                         | Genf                   | 1805     | Magánbank                                                              |
| The Swatch Group                                  | Fogyasztási cikkek        | Ruházat és kiegészítők                         | Biel/Bienne            | 1983     | Órák, holding                                                          |
| Tissot                                            | Fogyasztási cikkek        | Ruházat és kiegészítők                         | Le Locle               | 1853     | Órák, a The Swatch Group része                                         |
| Trafigura                                         | Pénzügy                   | Pénzügyi szolgáltatások                        | Genf                   | 1993     | Commodity trading                                                      |
| Transocean                                        | Olaj és gáz               | Kitermelés és gyártás                          | Vernier                | 1973     | Offshore fúrás                                                         |
| Trisa                                             | Fogyasztási cikkek        | Személyes termékek                             | Triengen               | 1887     | Szépségápolási termékek                                                |
| u-blox                                            | Technológia               | Hardver                                        | Thalwil                | 1997     | Hardver és szoftver                                                    |
| UBS                                               | Pénzügy                   | Bankok                                         | Zürich                 | 1862     | Bank                                                                   |
| Ulysse Nardin                                     | Fogyasztási cikkek        | Ruházat és kiegészítők                         | Le Locle               | 1846     | Órák                                                                   |
| UPC Switzerland                                   | Telekommunikáció          | Vonalas telekommunikáció                       | Zürich                 | 1994     | Szélessáv                                                              |
| Uster Technologies                                | Ipari                     | Elektronikai eszközök                          | Uster                  | 2003     | Elektronika                                                            |
| Vacheron Constantin                               | Fogyasztási cikkek        | Ruházat és kiegészítők                         | Genf                   | 1755     | Órák, a Richemont része                                                |
| Victorinox                                        | Fogyasztási cikkek        | Rekreációs termékek                            | Ibach                  | 1884     | A svájci bicska gyártója                                               |
| Vitol                                             | Pénzügy                   | Pénzügyi szolgáltatások                        | Genf                   | 1966     | Árukereskedelem                                                        |
| Von Roll                                          | Ipari                     | Elektronikai eszközök                          | Breitenbach            | 1803     | Elektronikai eszközök                                                  |
| Walter Verlag                                     | Szolgáltatások            | Kiadó                                          | Olten                  | 1916     | Kiadó                                                                  |
| Waltham International SA                          | Fogyasztási cikkek        | Ruházat és kiegészítők                         | Marin-Epagnier         | 1850     | Órák                                                                   |
| Weatherford International                         | Olaj és gáz               | Olajjal kapcsolatos termékek és szolgáltatások | Baar                   | 1941     | Olajmezőhöz kapcsolódó szolgáltatások                                  |
| Weleda                                            | Fogyasztási cikkek        | Személyes termékek                             | Arlesheim              | 1921     | Természetes szépségtermékek                                            |
| Wenger                                            | Fogyasztási cikkek        | Rekreációs termékek                            | Delémont               | 1893     | Svájci bicska                                                          |
| Winterthur Group                                  | Pénzügy                   | Teljes biztosítási paletta                     | Winterthur             | 1875     | Biztosítás                                                             |
| Xstrata                                           | Alapanyagok               | Bányászat                                      | Zug                    | 1926     | Bányászat, egyesült a Glencore-ral                                     |
| Zenith                                            | Fogyasztási cikkek        | Ruházat és kiegészítők                         | Le Locle               | 1865     | Órák                                                                   |
| Zephyr Surgical Implants                          | Egészségügy               | Egészségügyi felszerelések                     | Genf                   | 2005     | Húgyúti záróizmok és péniszimplantátumok                               |
| Zimex Aviation                                    | Szolgáltatások            | Légitársaságok                                 | Opfikon                | 1969     | Repülőgépek lízingje                                                   |
| Zürcher Oberländer                                | Szolgáltatások            | Kiadó                                          | Wetzikon               | 1852     | Újság                                                                  |
| Zurich Insurance Group                            | Pénzügy                   | Teljes körű biztosítás                         | Zürich                 | 1872     | Biztosítás                                                             |
| Zürichsee-Schifffahrtsgesellschaft                | Ipari                     | Tengeri szállítmányozás                        | Zürich                 | 1890     | Szállítmányozás                                                        |
| Zürichsee-Zeitung                                 | Szolgáltatások            | Kiadó                                          | Stäfa                  | 1845     | Újság                                                                  |

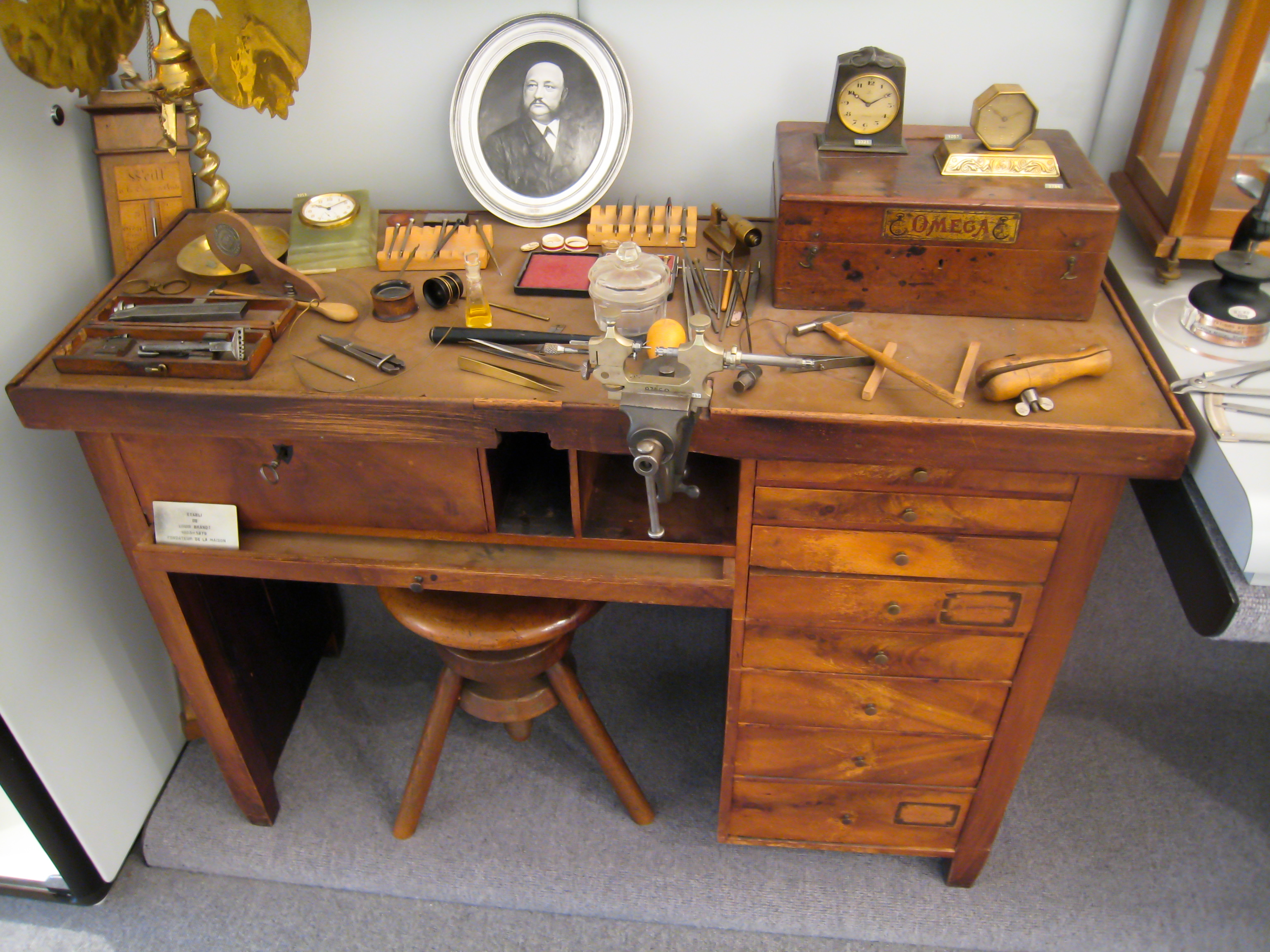
Az Omega SA történelmi óragyára
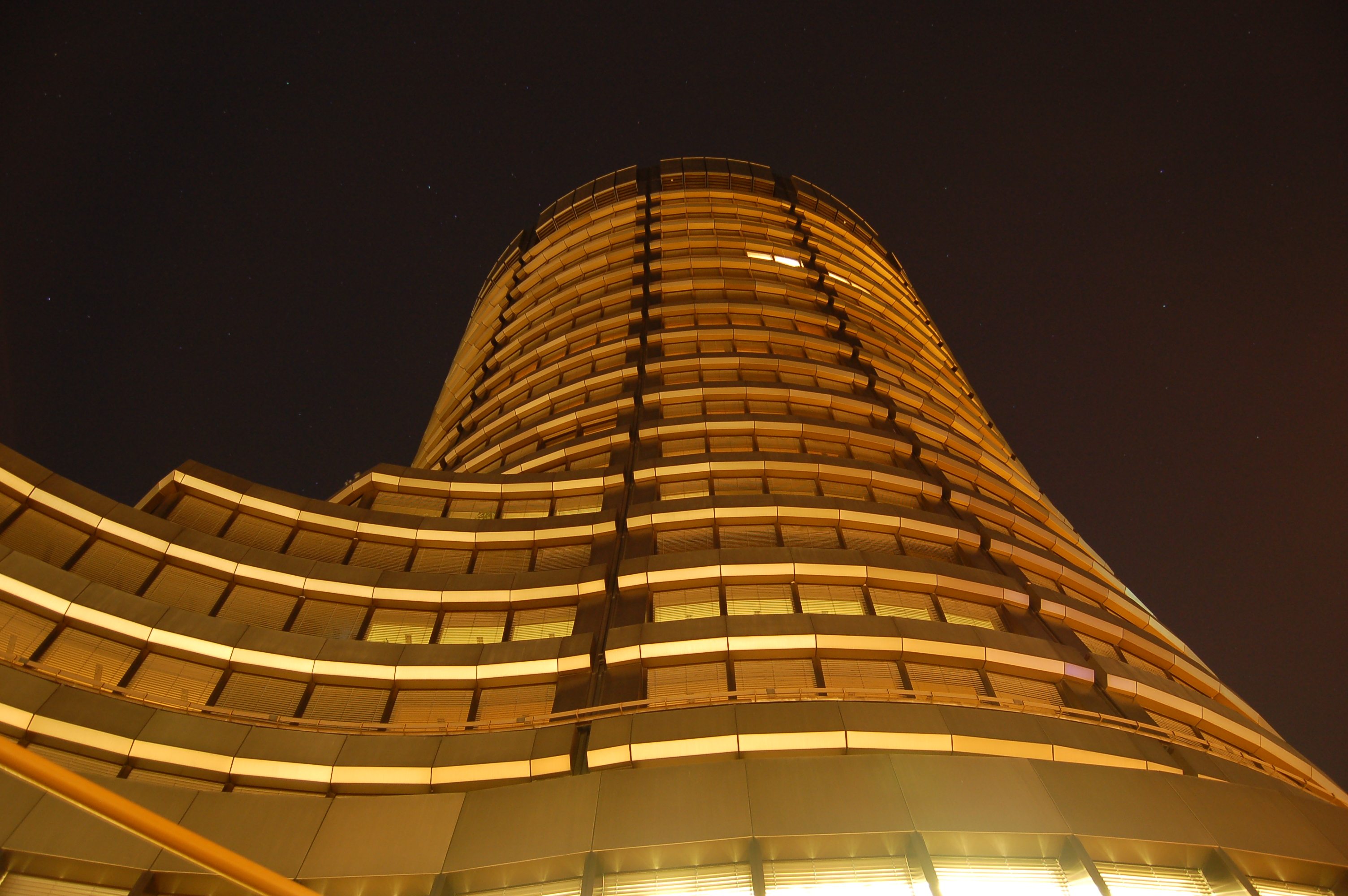
A Bank for International Settlements Bázelben
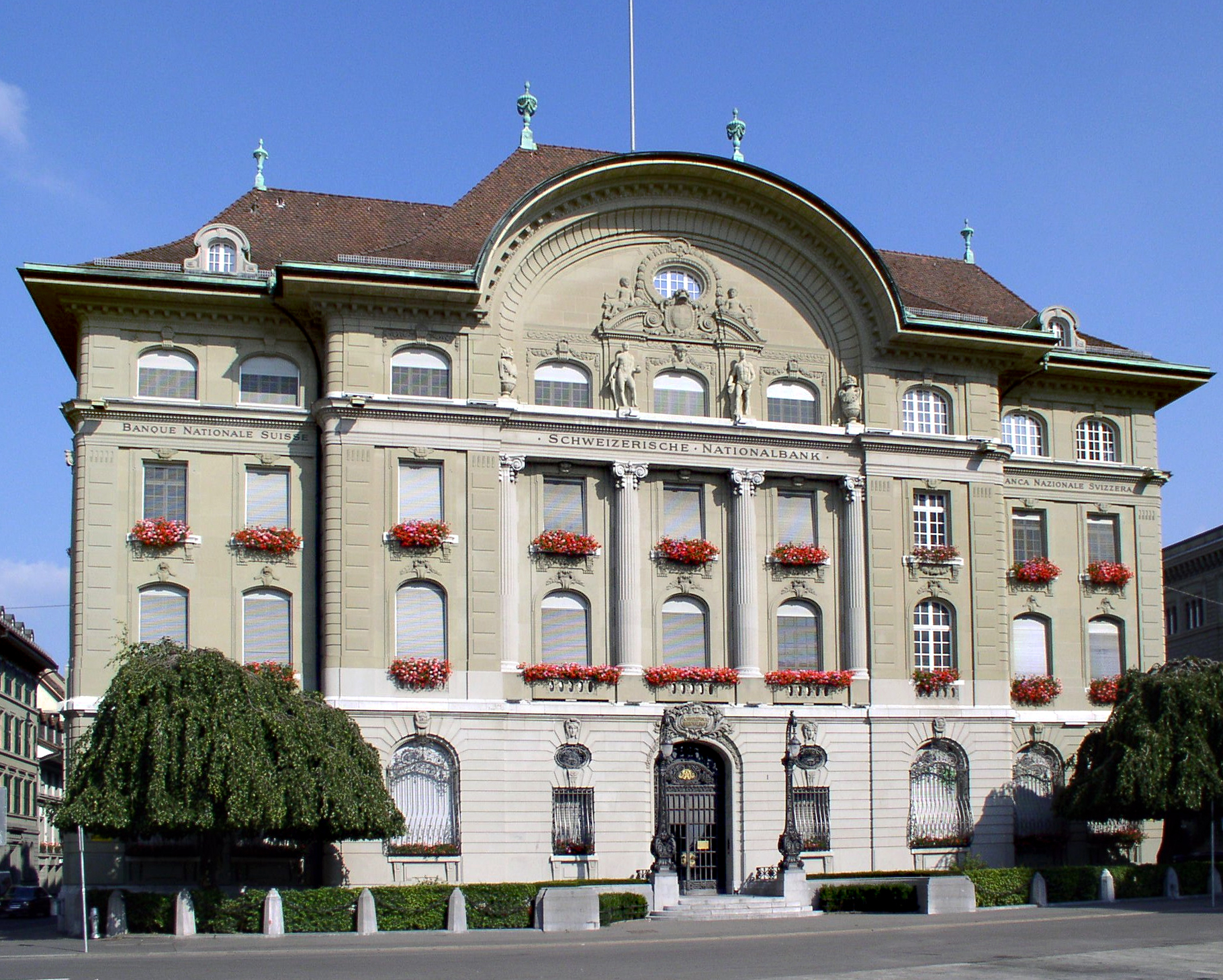
A Svájci Nemzeti Bank székháza Bernben